# Зачарованные (сезон 5)
Пятый сезон американского телесериала «Зачарованные» выходил на телеканале The WB с 22 сентября 2002 года по 11 мая 2003 года.

## Сюжет
Источник Вселенского Зла уничтожен и жизнь Холливеллов идёт своим чередом. Фиби успешно продвигается по карьерной лестнице, ведя самую популярную колонку в газете «The Bay Mirror» «Спросите Фиби». Пейдж уходит с работы и решает погрузиться в мир магии. Пайпер продолжает заниматься клубом «P3» и ждёт ребёнка. Коул находит способ выбраться из Чистилища, при этом став неуязвимым и бессмертным. Пытаясь стать добрым и завоевать доверие Фиби, он сходит с ума и готов пойти на любые поступки, чтобы вернуть потерянную любовь. Он идёт на сделку с Аватарами, чтобы повернуть время вспять и сделать альтернативную реальность, где он счастлив с Фиби, там он уязвим и Зачарованные уничтожают его. Вскоре у Пайпер рождается мальчик, которому уготована судьба стать одним из самых могущественных в мире магов. У Пейдж — комплекс неполноценности, ей не нравится, когда её сравнивают с Прю. Но, добившись превосходных навыков в магии, она становится такой же сильной, как её покойная старшая сестра. Титаны из Древней Греции освобождаются после долгого заточения и Зачарованным приходится овладеть божественной силой, чтобы справиться с ними. В этом им помогает загадочный незнакомец Крис Перри, пришедший из будущего, по вине которого Лео исчезает.

## В ролях

### Основной состав
- Алисса Милано — Фиби Холливелл (23 эпизода)
- Роуз Макгоуэн — Пейдж Мэтьюс (23 эпизода)
- Холли Мари Комбс — Пайпер Холливелл (23 эпизода)
- Брайан Краузе — Лео Уайатт (23 эпизода)
- Джулиан Макмэхон — Коул Тёрнер (11 эпизодов)
- Дориан Грегори — Деррил Моррис (8 эпизодов)

### Второстепенный состав
- Ребекка Болдинг — Элис Ротман (9 эпизодов)
- Эрик Дэйн — Джейсон Дин (4 эпизода)
- Дженнифер Родс — Пенни Холливелл (4 эпизода)
- Джеймс Рид — Виктор Беннет (3 эпизода)
- Сандра Проспер — Шейла Моррис (3 эпизода)
- Финола Хьюз — Пэтти Холливелл (2 эпизода)
- Дэвид Риверс — Боб Коуэн (2 эпизода)
- Джоэл Светов — Аватар Альфа (2 эпизода)
- Дрю Фуллер — Крис Перри (2 эпизода)
- Брайан Томпсон — Титан Кронус (2 эпизода)
- Дебби Морган — Провидица Сир (1 эпизод)
- Билли Драго — демон Барбас (1 эпизод)
- Эдриан Пол — демон Джерик (1 эпизод)
- Джесс Вудроу — Глен Белланд (1 эпизод)
- Крис Сарандон - некромант Арманд (1 эпизод)
- Джейми Прессли - русалка Майли (1 эпизод)
- Мелинда Кларк - Сирена (1 эпизод)

## Эпизоды
| № общий | № в сезоне | Название                                                      | Режиссёр                           | Автор сценария                                             | Дата премьеры    | Произв. код     | Зрители в США (млн) |
| --- | ---------- | ------------------------------------------------------------- | ---------------------------------- | ---------------------------------------------------------- | ---------------- | --------------- | ------------------- |
| 8990 | 12         | «A Witch's Tail» «Хвостатая ведьма»                           | Джеймс Л. Конуэй Мэл Дэмски        | Дэниел Цероне Моника Брин и Элисон Шапкер                  | 22 сентября 2002 | 4301089 4301090 | 6.3                 |
| К Фиби обращается за помощью русалка, за которой охотится морская колдунья. Чтобы спасти невинную, сёстры читают заклинание, чтобы найти колдунью. Вместо этого Фиби становится русалкой, но превращаться обратно не спешит, желая обрести свободу от обязательств и любви к Коулу, который смог вернуться из магического небытия. Фиби-русалка не хочет возвращаться к обычной жизни, но теперь её русалочьей сущности угрожает Некрон, он хочет заполучить её жизнь, а вместе с этим и бессмертие. Сёстры должны спасти Фиби, а Пайпер — справиться со своими страхами, ведь именно по вине морской колдуньи погибла её мать. Некрон похищает Пайпер и мучает её до тех пор, пока не появляются её сестры, чтобы спасти её. Сила трёх уничтожает демона, но Пайпер слишком долго была под водой. Призрак её матери придает Пайпер силы, и она приходит в себя, сумев преодолеть свой страх. Коул находит Фиби и признаётся ей в любви. Фиби опять становится человеком и признаётся Коулу, что всё ещё любит его, но они по-прежнему не могут быть вместе. Пейдж отказывается от своей работы, чтобы помогать людям как ведьма. Фиби получает развод. |            |                                                               |                                    |                                                            |                  |                 |                     |
| 91 | 3          | «Happily Ever After» «И жили они долго и счастливо…»          | Джон Т. Кретчмер                   | Кёртис Кил                                                 | 29 сентября 2002 | 4301091         | 5.1                 |
| Злая колдунья вырывается наружу из зазеркалья и убивает хранителя сказок, а его ученика пленяет в магическом зеркале. Узнав, что она не самая могущественная ведьма, она хочет уничтожить всё то добро, что заключено в сказках, и с помощью сказочного зла уничтожить трёх сестёр. В это время Пайпер переживает, что не сможет справиться с беременностью, и просит Гремс о помощи. Затем Фиби предстоит найти свою хрустальную туфельку, Пейдж — отведать запретный плод и познакомиться с гномами, а Пайпер грозит встреча со своей бабушкой, которую проглотит Серый волк. |            |                                                               |                                    |                                                            |                  |                 |                     |
| 92 | 4          | «Siren Song» «Песнь сирены»                                   | Джоэл Дж. Фейгенбаум               | Криста Вернофф                                             | 6 октября 2002   | 4301092         | 5.3                 |
| В городе погибают семейные пары, они сгорают в пожарах, которые устраивает Сирена. Но случайно одну девушку из огня спасает Коул, надеясь, что Фиби вернётся к нему. Пейдж начинает прислушиваться к своему инстинкту Хранителя, а ребёнок Пайпер и Лео меняет их местами, теперь Пайпер — хранитель, а Лео вечно тошнит и тянет на солёное. |            |                                                               |                                    |                                                            |                  |                 |                     |
| 93 | 5          | «Witches in Tights» «Суперведьмы»                             | Дэвид Стрэйтен                     | Марк Уайлдинг                                              | 13 октября 2002  | 4301093         | 5.0                 |
| Юный художник имеет уникальный дар, его рисунки могут оживать. С ним заключает сделку демон, он просит мальчика создать супер-героя, способного справиться со Старейшиной. Зачарованным предстоит стать супергероинями и спасти Старейшину, а Коулу применить свою силу во зло, чтобы сохранить тайну сестёр. |            |                                                               |                                    |                                                            |                  |                 |                     |
| 94 | 6          | «The Eyes Have It» «Имеющий глаза»                            | Джеймс Маршалл                     | Лори Паррес                                                | 20 октября 2002  | 4301094         | 5.2                 |
| Демон хочет завладеть цыганским амулетом «злобным глазом». Для этого он похищает у цыганок шивани их зрение, чтобы найти амулет и окончательно уничтожить род цыган, который в древности проклял его. Фиби борется со своими внутренними демонами; попытка заглушить любовь с помощью работы приводит к тому, что её сила ослабевает. |            |                                                               |                                    |                                                            |                  |                 |                     |
| 95 | 7          | «Sympathy for the Demon» «Сочувствие демону»                  | Стюарт Гиллард                     | Генри Алонсо Майерс                                        | 3 ноября 2002    | 4301095         | 4.8                 |
| Демон страха Барбас хитростью заставляет Пейдж лишить Коула его силы, которую он забирает себе. Барбас жаждет отомстить Зачарованным, поэтому призывает на помощь многие их страхи, и сёстры оказываются замурованными в собственном доме, где никакая магия не может им помочь. |            |                                                               |                                    |                                                            |                  |                 |                     |
| 96 | 8          | «A Witch in Time» «Ведьма во времени»                         | Джон Беринг                        | Дэниел Цероне                                              | 10 ноября 2002   | 4301096         | 5.5                 |
| Фиби находит новую любовь — симпатичного программиста, но она ещё не знает, что Майлз должен погибнуть. Из-за сильной психологической связи с возлюбленным у неё возникают видения, которых не должно быть и она раз за разом спасает ему жизнь. В это же время из будущего приходит колдун Баккара, которого послал Коул, чтобы спасти Фиби, ведь если она не прекратит попытки спасти Майлза, то сама погибнет через полгода, однако колдун меняет план и убивает Фиби и Пейдж. Пайпер убита горем, но она должна взять себя в руки и отправиться в прошлое, чтобы уберечь семью от опасности и вернуть всё на свои места. |            |                                                               |                                    |                                                            |                  |                 |                     |
| 97 | 9          | «Sam, I Am» «Сэм это я»                                       | Джоэл Дж. Фейгенбаум               | Элисон Шапкер и Моника Брин                                | 17 ноября 2002   | 4301097         | 5.1                 |
| К Коулу приходят Аватары и предлагают присоединиться к ним, но Коул не хочет этого. Пейдж получает своё первое задание в качестве хранителя. Ей предстоит спасти своего отца Сэма. Пайпер занята поиском магической няни. Фиби узнав о том, что Коул убил двух негодяев, мимоходом бросает ему вызов, который он негласно принимает. Коул нападает на сестёр, заставив их поверить, что он хочет их смерти, чтобы ярость ослепила их и побудила убить его, однако даже Сила Трёх не в состоянии уничтожить такую колоссальную силу. |            |                                                               |                                    |                                                            |                  |                 |                     |
| 98 | 10         | «Y Tu Mummy También/The Mummy's Tomb» «И твою мумию тоже»     | Крис Лонг                          | Кёртис Кил                                                 | 5 января 2003    | 4301098         | 5.5                 |
| В городе погибают девушки, но перед этим их тела превращаются в мумии. Наступает очередь Фиби. Её похищает один из самых древних демонов, проживающий на территории Древнего Египта — Джерик. Он хочет вселить душу своей возлюбленной Изиды в тело Фиби. Коул предлагает Джерику сделку, в результате которой Пейдж тоже оказывается в руках Джерика. Пайпер предстоит сделать нелегкий выбор в пользу одной из сестёр, потому что спасти обеих невозможно. |            |                                                               |                                    |                                                            |                  |                 |                     |
| 99 | 11         | «The Importance of Being Phoebe» «Так важно быть Фиби»        | Дерек Йохансен                     | Криста Вернофф                                             | 12 января 2003   | 4301099         | 5.4                 |
| День не задался у Зачарованных с самого утра, Пейдж попала в аварию, и теперь ей грозит тюремное заключение. На Фиби подала в суд читательница за неправильный совет по поводу мужчины. А к Пайпер в клуб наведывается проверка, которая среди всех нарушений находит ещё и бегающих крыс, которых там уж точно никогда не водилось. Сёстры понимают, что за всем этим стоит Коул. Фиби узнает слишком много, и Коул запирает её в своей квартире. Тут сёстры узнают, что Пейдж грозит тюрьма, и выйти она сможет только под залог, для этого они закладывают дом, который без труда заполучает Коул, через свои связи и подставную Фиби. Пайпер и Пейдж изгоняются из своего же дома, а Коул хочет вызвать Нексуса, и с его помощью вернуть Фиби в мир зла. |            |                                                               |                                    |                                                            |                  |                 |                     |
| 100 | 12         | «Centennial Charmed» «Век Зачарованных»                       | Джеймс Л. Конуэй                   | Брэд Керн                                                  | 19 января 2003   | 4301100         | 5.5                 |
| Отчаянно пытаясь вернуть Фиби, Коул становится одним из Аватаров и с помощью новообретенной силы создает альтернативную реальность, где Пейдж мертва, а сёстры ничего о ней не знают, потому что Хозяин добирается до неё раньше. Но волею судьбы Пейдж переносится в эту реальность. Коул вновь становится Бальтазаром, сильным, но уязвимым демоном. Пайпер не смогла смириться со смертью Прю и одержима поисками Шекса, а Фиби вынуждена жить в особняке Холливеллов с Коулом и демонами, чтобы уберечь Пайпер от судьбы Прю. Только Пейдж может вернуть Силу Трёх и с её помощью уничтожить Коула. |            |                                                               |                                    |                                                            |                  |                 |                     |
| 101 | 13         | «House Call» «Дом зовёт»                                      | Джон Паре                          | Генри Алонсо Майерс                                        | 2 февраля 2003   | 4301101         | 5.3                 |
| В доме Зачарованных накопилась злая энергия. Сёстры призывают на помощь колдуна, который справляется с заданием и уходит, прихватив с собой по одной вещи сестёр и их общую фотографию. Вскоре начинают происходить странные события: Пейдж расстраивает свадьбу своего друга, отправив настоящую невесту в ад, а вместо неё сама идёт к алтарю. Пайпер и так была чистюлей, а тут она становится просто невыносимой, малейший признак грязи её раздражает, причём настолько, что она даже сносит дом под самый фундамент. А Фиби превращает своего конкурента в индюка, из которого потом хочет приготовить жаркое. Лео помогает девушкам справиться с возникшими трудностями. |            |                                                               |                                    |                                                            |                  |                 |                     |
| 102 | 14         | «Sand Francisco Dreamin'» «Спит-Франциско»                    | Джон Т. Кретчмер                   | Элисон Шапкер и Моника Брин                                | 9 февраля 2003   | 4301102         | 5.1                 |
| Фиби во сне является незнакомец. Он просит помочь ей избавиться от демона Трейсера. Всё дело в том, что этот незнакомец один из хранителей снов, он приходит к людям и дарит им сны, помогая через них решать свои реальные проблемы. А демоны убивают их, чтобы в мире людей не было снов, и люди выплёскивали свои эмоции наружу. Но хранителя снов убивают, и Трейсер с помощью порошка оживляет сны сестёр и Лео. За Фиби начинает гоняться некто с бензопилой, Пейдж пытается подарить клоуна младенцу, от которого все отворачиваются, а Пайпер во сне встречается с идеальным любовником. |            |                                                               |                                    |                                                            |                  |                 |                     |
| 103 | 15         | «The Day the Magic Died» «День, когда умерла магия»           | Стюарт Гиллард                     | Дэниел Цероне                                              | 16 февраля 2003  | 4301103         | 5.6                 |
| Северное сияние, планеты выстроились в один ряд, ведовской праздник света — знамения, указывающие на важное событие в мире магии. Пайпер готовится к родам, и вдруг из мира исчезает вся магия. В гости к Зачарованным приезжает отец со своей новой женой. Но всё это является частью коварного плана колдуна, захотевшего получить ребёнка Пайпер. |            |                                                               |                                    |                                                            |                  |                 |                     |
| 104 | 16         | «Baby's First Demon» «Первый демон малыша»                    | Джон Т. Кретчмер                   | Криста Вернофф                                             | 30 марта 2003    | 4301104         | N/A                 |
| Вся семья в раздумьях над тем, как назвать малыша. За мальчиком начинается охота, Паразиты заказали Хокеру достать ребёнка, чтобы благодаря ему вернуть свою былую силу. Для того, чтобы спасти младенца, Пейдж отправляется на магический базар, где её захватывают в плен Паразиты, и оставляют её как приманку. Фиби и Пайпер отправляются вслед за ней, оставив малыша на попечение папочки и магической сигнализации. |            |                                                               |                                    |                                                            |                  |                 |                     |
| 105 | 17         | «Lucky Charmed» «Везучие Зачарованные»                        | Роксанн Доусон                     | Кёртис Кил                                                 | 6 апреля 2003    | 4301105         | 4.5                 |
| Колдун охотится на лепреконов и пытается завладеть их золотом (удачей), что ему в итоге удаётся. Пейдж произносит заклинание, чтобы получить новую кофту, но тут оказывается в мире лепреконов. Шамус Фитцпатрик, лепрекон, просит помощи у ведьм, взамен он даёт Зачарованным удачу. Пейдж везёт в казино, Пайпер звонят знаменитости и соглашаются выступать в её клубе. А Фиби приглашает на свидание Джейсон Дин. Но увы, золото лепреконов может приносить не только фортуну, но и неприятности. Колдун оборачивает силу золота против Зачарованных, и их теперь преследуют несчастья, одно за другим. |            |                                                               |                                    |                                                            |                  |                 |                     |
| 106 | 18         | «Cat House» «Кошкин дом»                                      | Джеймс Л. Конуэй                   | Брэд Керн                                                  | 13 апреля 2003   | 4301106         | 4.2                 |
| Пайпер и Лео постоянно ругаются, Фиби советует им пойти к психологу, чтобы разобраться в своих отношениях. А в это время незнакомка звонит им из их же дома и просит прийти на помощь. За ней гонится демон и может убить её. Пайпер, желая вспомнить все подробности, читает заклинание, но воспоминания становятся настолько реальными, что затягивают туда двух младших сестёр и демона. Путешествуя по воспоминаниям, Фиби и Пейдж удаётся выяснить, что демон охотится за их кошкой, которая на самом деле является талисманом, охраняющим молодых ведьм и волшебников. Демону удается её убить, и Фиби должна достучаться до сознания Пайпер и изменить реальность. |            |                                                               |                                    |                                                            |                  |                 |                     |
| 107 | 19         | «Nymphs Just Want to Have Fun» «Нимфы просто веселятся»       | Мэл Дэмски                         | Андреа Стивенс и Даг Э. Джонс                              | 20 апреля 2003   | 4301107         | 4.3                 |
| На нимф и сатира произведено нападение. Некто хочет получить доступ к источнику Вечности. Нимфы напуганы смертью сатира, и они убегают в город. Пейдж и Пайпер находят нимф и приводят их домой, но они превращают Пейдж в нимфу, и отправляются на поиски нового сатира. Обманом одному из братьев удаётся отыскать источник, и он становится неуязвим; его обращают в неподвижное дерево, а нимфам помогают понять, что им не нужен никакой сатир, что они и сами справятся с охраной источника. |            |                                                               |                                    |                                                            |                  |                 |                     |
| 108 | 20         | «Sense and Sense Ability» «Чувство и способность чувствовать» | Стюарт Шилл и Джоэл Дж. Фейгенбаум | Брайан Краузе, Эд Бокински, Дэниел Цероне и Криста Вернофф | 27 апреля 2003   | 4301108         | 4.1                 |
| На ярмарке колдунья Крон с помощью тотема Трёх мудрых обезьян крадёт голос Пейдж, слух Фиби и зрение Пайпер, делая Зачарованных уязвимыми, чтобы подобраться к Уайатту. Зачарованным придётся научиться чувствовать друг друга, чтобы защитить малыша. |            |                                                               |                                    |                                                            |                  |                 |                     |
| 109 | 21         | «Necromancing the Stone» «Каменный Некромант»                 | Джон Паре                          | Генри Алонсо Майерс и Элисон Шапкер и Моника Брин          | 4 мая 2003       | 4301109         | 5.0                 |
| Зачарованные собираются вызвать Гремс для благословения малыша Уайатта. Но прабабушка не очень-то радуется появлению правнука, ей кажется неправильным, что в роду Холливелл появился младенец мужского пола. За новорожденным охотится некромант, который хочет возродиться к жизни, для этого он заполучает власть над Гремс. Вдвоём они отправляются к Зачарованным, сёстры произносят заклинание правды, и Гремс понимает, что все ещё любит своего старого противника, колдуна и некроманта; однако, любовь к семье побеждает, и она убивает его. Гремс осознает, что не все мужчины плохие, и что каждому нужно дать шанс. Малыша благословляет весь род Холливеллов. |            |                                                               |                                    |                                                            |                  |                 |                     |
| 110111 | 2223       | «Oh My Goddess» «О мои богини»                                | Джонатан Уэст Джоэл Дж. Фейгенбаум | Криста Вернофф и Кёртис Кил Дэниел Цероне                  | 11 мая 2003      | 4301110 4301111 | 4.9                 |
| Титаны пробудились и хотят отомстить Старейшинам. Из будущего прибывает таинственный незнакомец Крис Перри и говорит, что Лео придётся принимать нелёгкое решение. Старейшины убиты, а мир на грани уничтожения. Находясь в безвыходном положении, Лео решает освободить древнюю магию и наделить Зачарованных силой богов. Став могучими богинями, Зачарованные должны сразиться с мифическими Титанами, пока те не захватили землю. Однако, жизнь Пайпер переворачивается вверх дном, когда Лео становится Старейшиной. Потеря мужа превращает её в разгневанную богиню, которая легко расправляется с Титанами. Лео вынужден прибегнуть к магии, чтобы усмирить боль Пайпер. Крис становится новым хранителем Зачарованных, и по его вине Лео исчезает, не успев вернуться к Старейшинам. |            |                                                               |                                    |                                                            |                  |                 |                     |